# Морски дяволи
Морските дяволи (Lophiiformes) са разред хищни костни риби, притежаващи месест израстък на главата, действащ като примамка. Предполага се, че са възникнали в един кратък период от началото до средата на периода креда, преди около 100 – 130 млн. години.

## Описание
На дължина морските дяволи достигат от 20 cm до над един метър, при тегло до 45 кг. Цветът им варира от тъмно сив до тъмнокафяв. Имат огромни глави и големи усти с наклонени навътре зъби.
Повечето възрастни женски морски дяволи имат луминисцентен орган, който служи за примамване на плячката в тъмните и дълбоки води, но също така служи и за да привлече вниманието на мъжките с цел улесняване на чифтосването.
Поради това, че притежават тънки и гъвкави кости, морските дяволи са в състояние да разтегнат и двете си челюсти заедно със стомаха до огромни размери, което позволява да погълнат плячка до два пъти по-голяма от тази на тялото им.

## Разпространение и местообитание
Морските дяволи са разпространени по целия свят. Някои от тях са пелагични, докато други са бентосни. Някои живеят в дълбоките води (например Ceratiidae), докато други обитават континенталния шелф (например Antennariidae и Lophiidae). Пелагичните видове са странично сплеснати, докато бентосните са гръбно-коремно сплеснати и с по-голяма уста.

## Класификация
Разред Морски дяволи
- Подразред Lophioidei
  - Семейство Морски дяволи (Lophiidae)
- Подразред Antennarioidei
  - Семейство Клоунови (Antennariidae)
  - Семейство Tetrabrachiidae
  - Семейство Брахионихтови (Brachionichthyidae)
  - Семейство Lophichthyidae
- Подразред Chaunacoidei
  - Семейство Chaunacidae
- Подразред Ogcocephaloidei
  - Семейство Ogcocephalidae
- Подразред Ceratioidei
  - Семейство Centrophrynidae
  - Семейство Ceratiidae
  - Семейство Himantolophidae
  - Семейство Diceratiidae
  - Семейство Melanocetidae
  - Семейство Thaumatichthyidae
  - Семейство Oneirodidae
  - Семейство Caulophrynidae
  - Семейство Neoceratiidae
  - Семейство Gigantactinidae
  - Семейство Linophrynidae